# یوناس اگیره
یوناس اگیره (انگلیسی: Jonás Aguirre؛ زادهٔ ۵ مارس ۱۹۹۲) بازیکن فوتبال اهل آرژانتین است.
از باشگاه‌هایی که در آن بازی کرده‌است می‌توان به باشگاه فوتبال روساریو سنترال اشاره کرد.